# Hymn to St Peter
Hymn to St Peter is een compositie van Benjamin Britten. Hij componeerde deze hymne voor gemengd koor begeleid door orgel. St Peter is in dit geval geen heilige of apostel maar de St Peter Mancroft-kathedraal te Norwich, die in 1955 haar 500-jarig bestaan vierde. Uiteraard is die kathedraal wel vernoemd naar de apostel Petrus (Saint Peter). Het werk bestaat uit vier korte secties; een instrumentale introductie, het thema, een scherzo en vervolgens herhaling van het thema. De tekst is afkomstig uit Tu es Petrus, het hallelujah en een strofe uit de Gradual of the Feast of St Peter and St Paul. Het werk was uiteraard voor het eerst te horen in die kathedraal, C.J.R. Coleman leidde het plaatselijke koor.
Samenstelling:
- solo sopraan
- sopranen, alten, tenoren, baritons
- orgel

## Discografie
- Uitgave Chandos: Finzi Singers o.l.v. Paul Spicer in 1995
- Uitgave Naxos: St John’s College Choir o.l.v. Christopher Robinson in 1999
- meerdere opnamen zijn beschikbaar maar veelal gericht op Engeland.